# Igor' Fëdorovič Stravinskij
Igor' Fëdorovič Stravinskij, anglicizzato e francesizzato in Igor Stravinsky (in russo  Игорь Фёдорович Стравинский?; Lomonosov, 17 giugno 1882 – New York, 6 aprile 1971), è stato un compositore e direttore d'orchestra russo, naturalizzato statunitense nel 1945.
È stato uno dei maggiori musicisti del XX secolo. Le sue composizioni hanno avuto un influsso di portata rivoluzionaria e determinante sulla sensibilità musicale dei primi anni del novecento; particolarmente La sagra della primavera, con le sue notevoli innovazioni, è rimasta una vera pietra miliare della letteratura musicale. Successivamente, grazie alla sua vasta e multiforme storia compositiva, segnerà alcune tappe basilari nell'ambito della musica moderna, sintetizzando lo svolgimento musicale di tutto un secolo.
La maggior parte dei suoi lavori rientra nell'ambito del neoclassicismo e della serialità, ma la sua popolarità presso il grande pubblico si deve ai tre balletti composti durante il suo primo periodo "russo" e creati in collaborazione con Sergej Djagilev e i Balletti russi: L'uccello di fuoco (1910), Petruška (1911) e La sagra della primavera (1913), opere che reinventarono il genere musicale del balletto. Stravinskij scrisse per ogni tipo di organico, spesso riutilizzando forme classiche. La sua opera omnia include composizioni d'ogni genere, dalle sinfonie alle miniature strumentali. Nonostante abbia cambiato e rinnovato radicalmente più volte il suo stile e metodo compositivo, ha sempre rifiutato l'appellativo, che gli fu dato, di "rivoluzionario". In realtà il suo intento è sempre stato quello di realizzare un ordine al di fuori del quale, come egli disse, non può esistere alcun tipo di musica.
Ottenne anche grande fama come pianista e direttore d'orchestra, dirigendo spesso le prime delle sue composizioni. Scrisse un'autobiografia, Chroniques de ma vie, e un saggio teorico che racchiude una serie di lezioni tenute presso l'Università di Harvard nell'anno accademico 1939-1940 intitolato Poetica della musica.
Dice: il mio Uccello di fuoco, la mia Sagra, come un bambino direbbe, la mia trottola, il mio cerchio. È proprio un bambino viziato che ogni tanto mette le dita nella musica. Si aggira come un giovane selvaggio,
con cravatte da pugno nell'occhio, baciando la mano alle signore, mentre al contempo pesta loro i piedi.
Da vecchio, sarà insopportabile, [...] ma per ora è straordinario!»

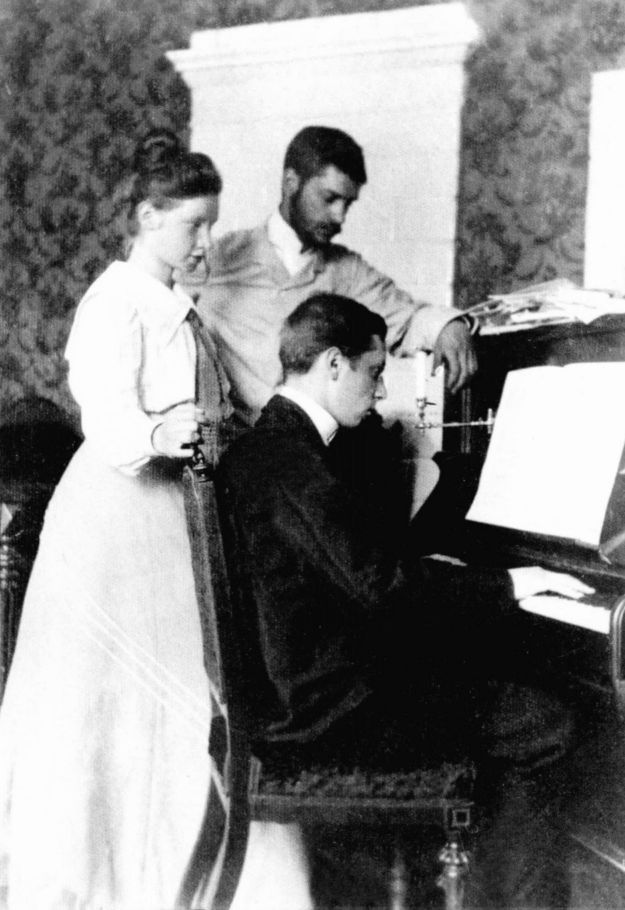
Stravinskij al pianoforte, il fratello Gurij e la futura moglie Ekaterina, 1900

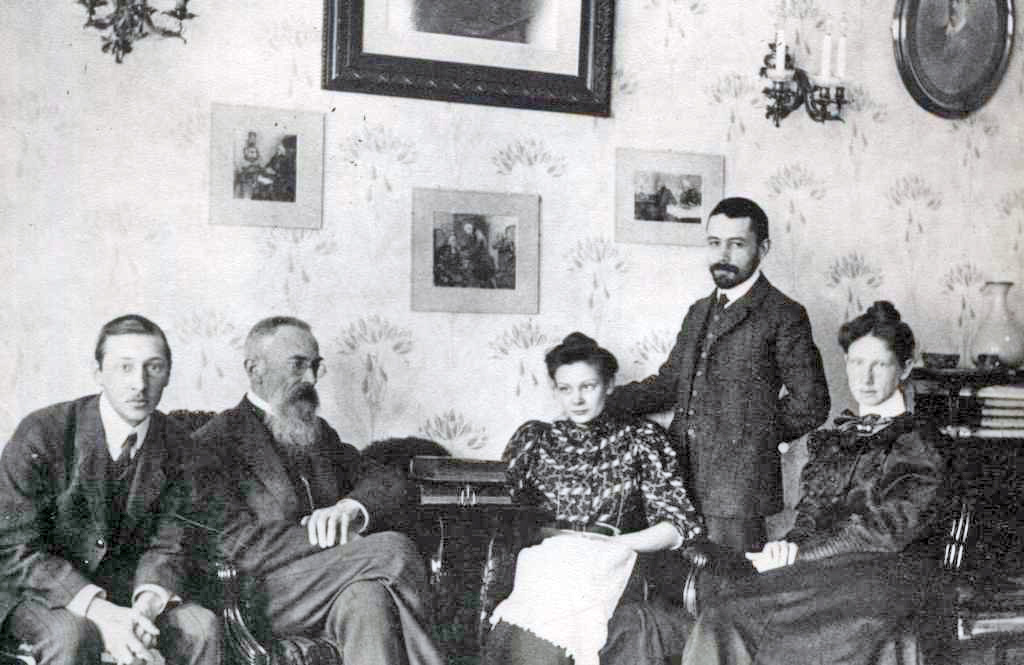
Stravinskij, Rimskij-Korsakov, sua figlia Nadežda e il fidanzato, Ekaterina Nossenko Stravinskij, 1908

(Claude Debussy)

## Biografia

### I primi anni
Stravinskij nacque a Oranienbaum (oggi Lomonosov), nelle vicinanze di San Pietroburgo, in Russia, il 17 giugno 1882. Il padre, Fëdor Ignat'evič Stravinskij, era discendente di una famiglia nobile di origine polacca, i Soulima-Stravinskij, proprietari terrieri che si erano trasferiti in Russia dopo che avvenne la spartizione della Polonia. Il nome Stravinskij deriva dal fiume Strava che scorre nella Polonia orientale. La madre, Anna Kirillovna Cholodovskaja, era nativa di Kiev e apparteneva a un'agiata famiglia di proprietari terrieri. L'infanzia del piccolo Igor', dominata da un padre autoritario e da una madre piuttosto distante affettivamente, fu la cosa più lontana dall'artista cosmopolita che sarebbe poi divenuto. Terzo di quattro figli, ebbe sempre rapporti difficili in famiglia; non legò mai con i due fratelli maggiori, Roman e Jurij, mentre il legame con il più giovane Gurij fu più affettuoso. Trascorse i lunghi inverni nell'appartamento di città e le brevi estati in campagna, a Ustyluh, riportandone felici ricordi tra cui i canti delle donne dei villaggi che rimasero impressi indelebilmente nella sua memoria.

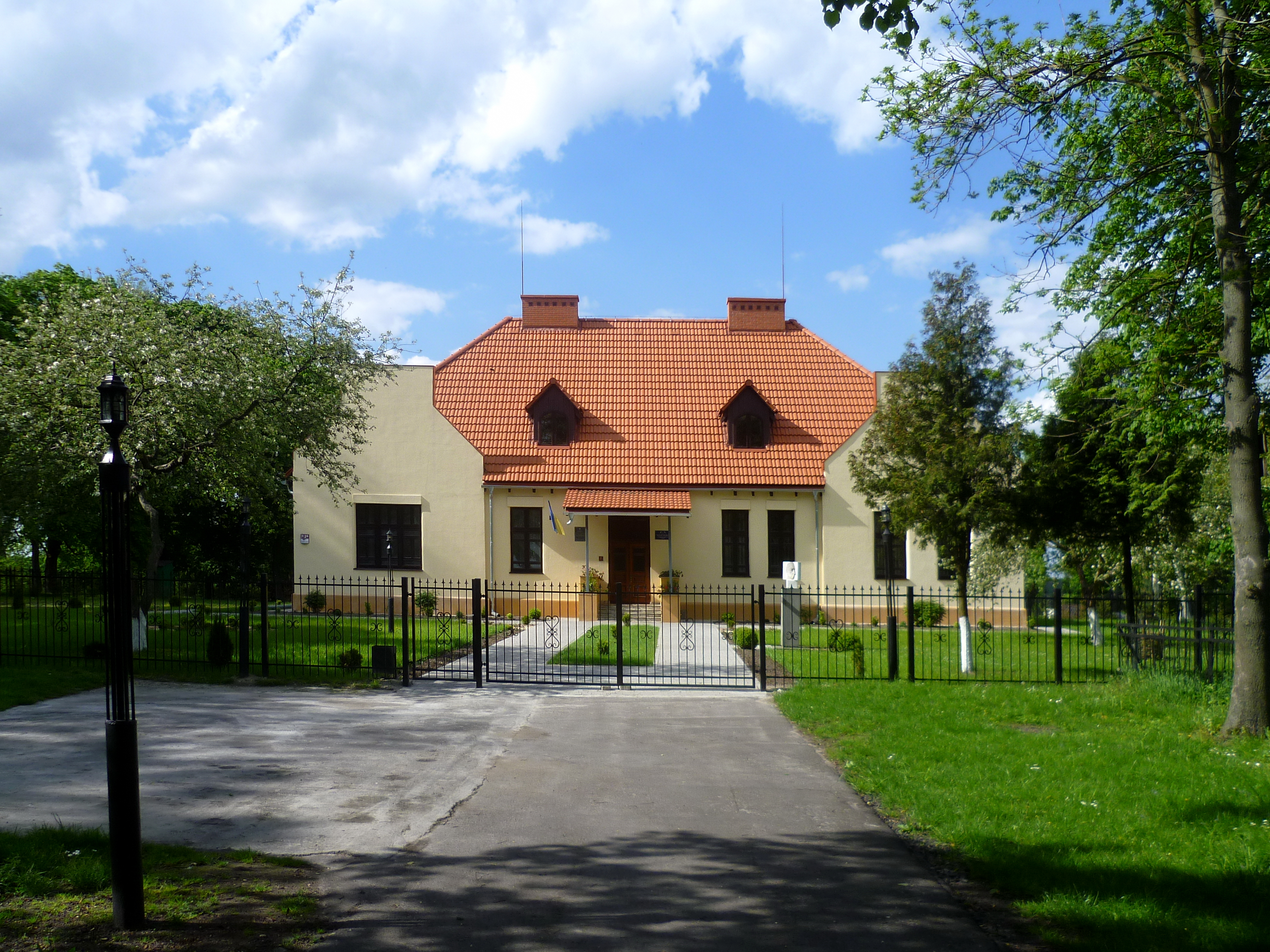
Casa di campagna di Stravinskij a Ustyluh

Anche se il padre Fëdor era un celebre basso del Teatro Mariinskij, il giovane Igor' non si dedicò alla musica fino ai nove anni quando intraprese lo studio del pianoforte; i suoi progressi furono rapidi, iniziò presto ad improvvisare e a leggere spartiti d'opera. Dopo il liceo fu indirizzato a studi di giurisprudenza a cui si dedicò senza convinzione, laureandosi tuttavia nel 1905; continuò comunque per proprio conto gli studi di armonia e contrappunto e di pianoforte con Madame Khachperova che era stata alunna di Anton Rubinstein. All'università conobbe il figlio di Nikolaj Rimskij-Korsakov, Vladimir, che divenne suo buon amico e che, nel 1902, gli fece conoscere il padre. Rimskij lo accolse inizialmente con riserva e gli sconsigliò di iscriversi al Conservatorio; in seguito, però, accettò di dargli lezioni private e lo prese come allievo di orchestrazione e teoria delle forme musicali. Il legame fra Stravinskij e il suo maestro durò fino alla morte di quest'ultimo nel 1908 e fu sempre caratterizzato da un grande affetto reciproco, anche se Stravinskij stesso ammise di ritenerlo piuttosto superficiale sia come uomo sia come musicista. Stravinskij si considerò sempre autodidatta in qualità di compositore; pur avendo avuto insegnamenti preziosi sull'armonia e sull'orchestrazione, non ritenne mai Rimskij-Korsakov all'altezza in materia di composizione.
Il giovane Igor' frequentò fin dall'infanzia la cugina Katerina Nossenko; furono sempre molto uniti, si resero presto conto che un giorno si sarebbero sposati e si fidanzarono nell'ottobre 1905. Un ordinamento governativo proibiva però il matrimonio fra cugini e i due giovani dovettero trovare un prete disposto a officiare la funzione senza i documenti previsti; le nozze furono celebrate il 24 gennaio 1906 vicino a San Pietroburgo nel villaggio di Novaja Derevnja; furono presenti solo i due testimoni, Andrej e Vladimir Rimskij-Korsakov, figli del maestro. Il viaggio di nozze fu in Finlandia a Imatra, località celebre per le cascate, dove il musicista iniziò a ideare la composizione di una suite di canzoni.
Igor' e Katerina ebbero quattro figli, Fëdor (detto Theodore) nel 1907, Ludmila nel 1908, Svjatoslav (detto Soulima) nel 1910 e Marija Milena (detta Mika) nel 1914. Ludmila morì di tubercolosi giovane, nel 1938 a 30 anni. La tradizione artistica della famiglia proseguì con i due figli maschi (Theodore sarà un pittore, mentre Soulima diventerà musicista e accompagnerà spesso il padre nei suoi concerti).
Dopo le nozze Stravinskij continuò a studiare con il maestro; i primi studi ebbero come risultato nel 1907 la Sinfonia in Mi bemolle, opera convenzionale che presenta ancora molte influenze della musica dì Rimskij Korsakov, e la suite di canzoni Le faune et la bergère iniziata a Imatra, dedicata alla moglie.

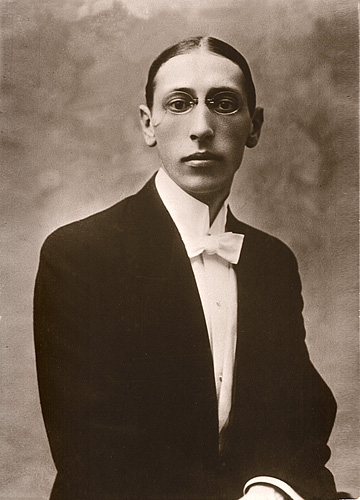
Igor' Stravinskij nel 1903

### L'incontro con Djagilev e i primi successi
Seguirono due lavori sinfonici, Feu d'artifice e lo Scherzo fantastique, entrambi del 1908; queste ultime opere attirarono l'attenzione di Sergej Djagilev che le ascoltò ai Concerti Ziloti il 6 febbraio 1909 a San Pietroburgo. Alla morte di Rimskij Korsakov, Stravinskij, sinceramente addolorato, compose in sua memoria un Canto funebre per coro e orchestra. Nel 1909 Djagilev, che aveva intuito il talento del giovane musicista, gli commissionò l'orchestrazione di due brani di Chopin per il suo balletto Les Sylphides, ma subito dopo gli chiese la realizzazione di un balletto originale, L'uccello di fuoco, tratto da una fiaba russa. Il musicista, che aveva già iniziato la stesura di un'opera, Le rossignol, ne mise da parte la composizione e si dedicò alla composizione del balletto che terminò, come risulta dal manoscritto, il 3 aprile 1910. Stravinskij nel mese di giugno lasciò la Russia per recarsi a Parigi per la prima rappresentazione del suo lavoro messo in scena dai Balletti russi di Sergej Djagilev e con la coreografia di Michail Fokin. Il successo fu notevole e Stravinskij divenne subito celebre ponendosi all'attenzione della vita musicale europea; fu in questa occasione che conobbe Claude Debussy a cui fu legato da sincera amicizia fino alla scomparsa del compositore francese avvenuta nel 1918.
Il musicista si trasferì a Clarens, in Svizzera, con la famiglia e l'anno seguente, con Petruška, realizzato ancora per Djagilev, compose un'opera in cui le sue caratteristiche musicali si delinearono nettamente. Sarà però con La sagra della primavera che il compositore si porrà all'attenzione mondiale: la sua prima, il 29 maggio 1913 (coreografia di Vaclav Nižinskij), resterà famosa come La battaglia del Sacre, ottenendo un successo clamoroso tra liti furibonde, insulti, denigrazioni ed entusiasmo delle avanguardie. Nel 1914 Stravinskij fece l'ultimo viaggio in Russia, dopo di che, a causa dello scoppio della guerra e successiva Rivoluzione d'ottobre, fu costretto a stabilirsi in Svizzera, lasciando tutti i suoi beni in patria, e ad affrontare notevoli difficoltà economiche. In questo difficile periodo fu aiutato da amici, in seguito riuscì poi ad attirare i committenti e molte delle sue opere furono da allora scritte per occasioni specifiche e generosamente retribuite.
Dopo la Sagra Stravinskij abbandonò le composizioni scritte per grandi compagini orchestrali e realizzò opere per un numero ristretto di esecutori; questo era dovuto sia al fatto che con la guerra l'attività dei Balletti russi si era interrotta, sia perché gli scarsissimi mezzi finanziari non permettevano grosse realizzazioni. Con due amici, lo scrittore Charles-Ferdinand Ramuz e il direttore d'orchestra Ernest Ansermet, realizzò allora uno spettacolo ambulante, un piccolo teatro da spostare di paese in paese; nacque così l'Histoire du soldat nel 1918. Il progetto di girare attraverso la Svizzera con lo spettacolo fu però bruscamente interrotto dall'epidemia di influenza spagnola che colpì Stravinskij e gran parte dei suoi amici e collaboratori. Una volta guarito, durante un viaggio a Parigi, il musicista riprese i contatti con Djagilev che si adoperò per farlo di nuovo collaborare con i Balletti russi.
Il musicista mostrava un inesauribile desiderio di imparare ed esplorare l'arte e la letteratura ed era sempre disponibile a lavorare con artisti e musicisti; questo desiderio si manifestò in molte delle sue collaborazioni parigine. Djagilev gli propose di realizzare un nuovo balletto su musiche di Pergolesi e altre all'epoca a lui attribuite; per realizzarlo Stravinskij collaborò con Pablo Picasso per l'allestimento delle scene e per i costumi; la nuova opera, Pulcinella, terminata nel 1920, segnò l'inizio del suo periodo neoclassico.

### Vita in Francia
Dopo la prima di Pulcinella Stravinskij lasciò definitivamente la Svizzera per stabilirsi in Francia, soggiornando inizialmente in Bretagna a Carantec. Questo avvenimento segnò notevolmente la sua vita e la sua attività, aprendo un nuovo periodo più vasto per conoscenze, viaggi e interessi e portandolo anche a essere interprete delle proprie composizioni in molti concerti.
Stravinskij era indubbiamente un "uomo di mondo" e, avendo innumerevoli conoscenze, si chiacchierò molto su sue presunte avventure con donne della buona società, tra cui anche Coco Chanel. Il musicista era in realtà molto legato alla famiglia e devolveva gran parte del suo tempo e delle sue entrate alla moglie e ai figli. Il musicista rimase sposato con Katerina fino al 1939 quando lei morì di tubercolosi, ma il legame sentimentale più significativo fu quello con la seconda moglie Vera de Bosset che conobbe nel 1921 e con la quale intrecciò una relazione già durante il primo matrimonio. Quando Stravinskij e Vera si conobbero, lei era sposata con il pittore e scenografo Serge Sudeikin; la loro relazione divenne ben presto seria e Vera decise di abbandonare il marito. Quando Katerina ne venne a conoscenza accettò la cosa come un fatto inevitabile; il compositore non volle però mai separarsi dalla moglie. Dopo la sua morte avvenuta nel 1939, i due si sposarono a New York nel 1940.
Nel settembre del 1920 Stravinskij e famiglia si trasferirono a Garches, nei dintorni di Parigi, ospiti nella villa di Coco Chanel, con la possibilità di rimanervi sino a quando non avessero trovato un alloggio soddisfacente; qui furono portate a termine, l'anno seguente, le Sinfonie di strumenti a fiato, scritte in memoria di Debussy. Nell'estate del 1921 soggiornò per diverse settimane a Londra dove fu rappresentata La sagra della primavera; durante questo periodo progettò con Djagilev un nuovo lavoro basato su una novella di Puškin che diventerà l'opera buffa Mavra, ultima composizione di ispirazione russa del musicista.
Alla fine dell'estate 1921 Stravinskij si trasferì di nuovo spostandosi ad Anglet presso Biarritz; durante l'inverno lavorò ancora a Mavra e fece diversi viaggi a Parigi per impegni presi con la casa musicale Pleyel e a Montecarlo dove si stavano facendo le prove di un altro suo balletto, Renard. Nel 1923 vi fu la prima rappresentazione de Les noces, opera a cui lavorava già da alcuni anni. Il clima oceanico di Biarritz non piaceva molto a Stravinskij e per questo motivo egli decise di spostarsi ancora, a Nizza, nell'autunno del 1924.
Il 1925 fu l'anno del primo viaggio del compositore negli Stati uniti dove rimase due mesi per una serie di concerti in diverse città tra cui New York, Chicago, Filadelfia e Cleveland. Rientrato in Europa diresse un festival di proprie musiche a Barcellona e quindi un altro all'Augusteo di Roma. Quando tornò in Francia compose tra il 1926 e il 1927 l'opera-oratorio Oedipus Rex, collaborando per il testo con Jean Cocteau.

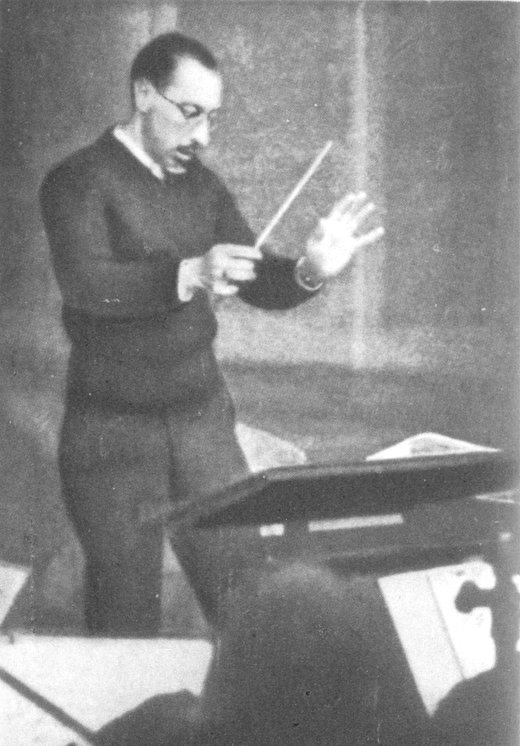
Igor' Stravinskij, 1929.

Viaggiando moltissimo, Stravinskij divenne presto un cosmopolita, rivelando un notevole istinto per le questioni di lavoro; per il suo carattere e la sua semplicità d'animo dimostrò di sentirsi a proprio agio e rilassato in compagnia di qualsiasi persona in molte grandi città. Parigi, Venezia, Berlino, Londra e New York: tutte ospitarono sue apparizioni con successo, sia come pianista che come direttore d'orchestra. La maggior parte delle persone che lo conoscevano lo descrivevano come una persona cortese, gentile e servizievole. Otto Klemperer, che conosceva bene anche Schoenberg, diceva di aver sempre trovato Stravinskij molto più cooperativo e che era molto più facile lavorare con lui. Il gusto di Stravinskij in campo letterario era ampio e rifletteva il suo costante desiderio di nuove scoperte. Tilson Thomas disse che proprio per questa sua insaziabile curiosità per tutto ciò che conosceva e incontrava, non si sarebbe mai fermato, sarebbe sempre andato avanti a studiare, scoprire e scrivere. I testi e le fonti per il suo lavoro partirono da un iniziale interesse nel folklore russo, attraversarono gli autori classici e la liturgia latina, per fermarsi alla Francia contemporanea (André Gide, con Perséphone), alla letteratura inglese: Auden, Thomas Stearns Eliot, la poesia medievale e anche alle opere di Shakespeare.
Nel periodo fra le due guerre la sua attività fu molto intensa. Nel 1928 terminò la stesura di un balletto neoclassico, Apollon Musagète che fu realizzato con la coreografia di George Balanchine. Nel 1930 compose la Symphonie de Psaumes, una delle sue opere più conosciute. Dopo tre anni passati a Voreppe nell'Isère, si stabilì definitivamente a Parigi nel 1934 e acquisì la cittadinanza francese. In questo periodo scrisse Perséphone (1934), Jeu de cartes (1936), il Concerto in mi bemolle "Dumbarton Oaks" (1938).
Gli anni fra il 1938 e il 1939 furono i più bui per il compositore: vennero infatti a mancare, a breve distanza l'una dall'altra, la figlia Ludmila, la madre, la moglie; la figlia Mika passò molto tempo in sanatorio ed egli stesso fu a lungo ricoverato sempre per tubercolosi. Le sue composizioni però non risentirono di queste vicende; le implicazioni emotive delle sue esperienze umane non influenzarono mai la sua musica, infatti l'aspetto sentimentale non ha mai fatto parte della sua concezione dell'arte.

### Vita negli Stati Uniti
Nel 1939 partì per gli Stati Uniti dove fu chiamato per tenere un corso di poetica musicale ad Harvard. Sorpreso dagli eventi bellici si stabilì prima a Los Angeles e poi ad Hollywood e divenne cittadino naturalizzato nel 1945, vivendovi fino alla sua morte nel 1971. Nel luglio 1941 realizzò, come aveva già fatto nel 1919 con La Marsigliese, un arrangiamento dell'inno americano The Star-Spangled Banner eseguendolo in prima esecuzione a Boston il 14 ottobre di quell'anno; poiché le leggi del Massachusetts proibivano qualsiasi trascrizione dell'inno, Stravinskij non poté più eseguirlo, a seguito anche di un intervento della polizia locale. Pur essendo russo, s'era adeguato già a vivere in Francia, ma traslocare ora così lontano all'età di cinquantotto anni dava una prospettiva veramente diversa. Per un certo periodo conservò un circolo di amici e conoscenti emigrati russi, ma infine si rese conto che questo suo comportamento non avrebbe favorito o sostenuto la sua vita intellettuale e professionale in quel paese. Mentre progettava di scrivere un'opera con W.H. Auden, il futuro The Rake's Progress, il bisogno di acquisire maggior familiarità con il mondo anglofono coincise con il suo incontro con il direttore d'orchestra e musicologo Robert Craft. Craft visse con Stravinskij fino alla sua morte, in qualità di interprete, cronista, assistente direttore e factotum per infiniti compiti musicali e sociali. A differenza di molti altri compositori Stravinskij non si dedicò mai all'insegnamento: per sua stessa ammissione riteneva di non avere alcuna inclinazione al riguardo. Nel 1951, con l'opera The Rake's Progress, Stravinskij giunse al culmine e al termine del periodo neoclassico.

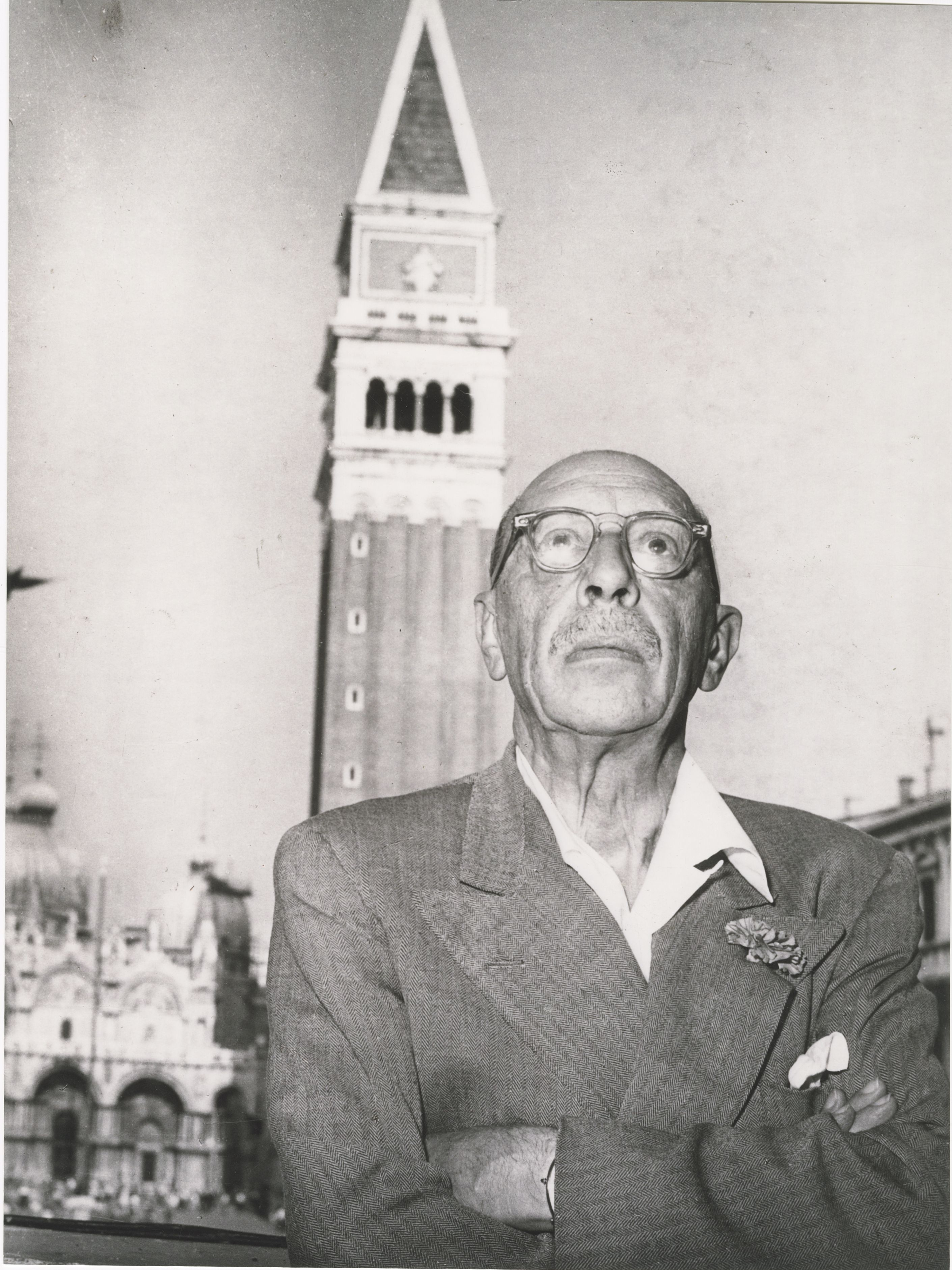
Igor' Stravinskij a Venezia nel 1956

Reinventandosi ancora una volta egli si accostò alla tecnica dodecafonica, soprattutto dopo la conoscenza dell'opera di Anton Webern, compiendo un cammino progressivo che, grado per grado, lo portò a scrivere la Cantata (1952), il Settimino (1953), In memoriam Dylan Thomas (1954), il Canticum Sacrum nel 1955, dedicato alla città di Venezia, il balletto Agon del 1957 e Threni nel 1958. Questa sua "conversione" suscitò molti clamori e polemiche; in realtà bisogna considerare l'esperienza seriale di Stravinskij nell'ottica del suo bisogno di acquisire e ripensare modelli già storicizzati; appartenendo ormai al passato, la dodecafonia fu per lui un esempio da cui attingere e ricreare, scrivendo ex novo, secondo il suo personalissimo metro, brani musicali come aveva già fatto negli anni precedenti con musiche di epoche e di autori del passato.

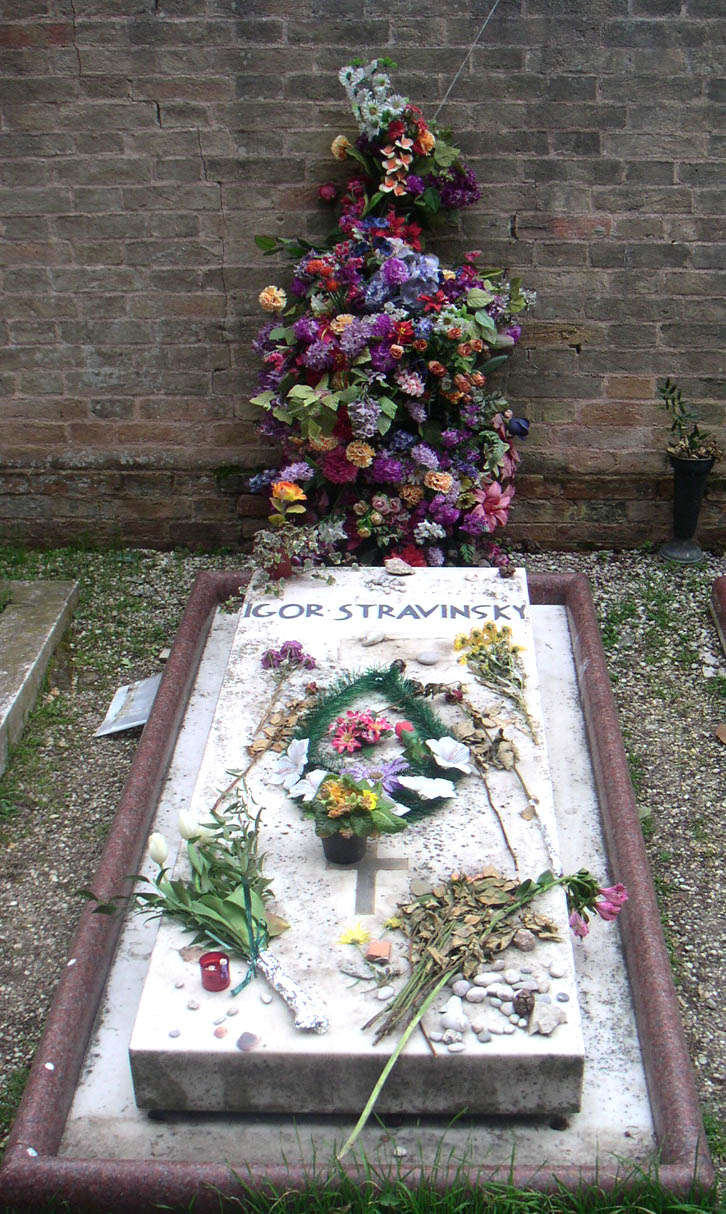
La tomba di Igor' Stravinskij nel cimitero di San Michele a Venezia

Viaggiò moltissimo, soprattutto in Europa, come direttore di concerti di sue composizioni. Nel 1958 diresse un concerto dedicato alle sue musiche al Teatro La Fenice con l'Orchestra Sinfonica ed il Coro del Norddeutscher Rundfunk di Amburgo ripreso dalla RAI e Oedipus Rex alla Wiener Staatsoper. Nel 1962 accettò un invito a ritornare in patria per una serie di sei concerti a Mosca e Leningrado, ma rimase un emigrato con forti radici in Occidente. Si interessò anche alla scrittura ebraica scrivendo tra il 1962 e il 1963 la ballata sacra Abramo e Isacco. Nel 1965 compose l'Introitus in memoria del poeta T.S. Eliot.

### Gli ultimi anni
Stravinskij continuò a scrivere musica fin quasi alla fine della sua vita, anche se un progressivo aggravarsi della salute non gli diede la possibilità di realizzare tutto ciò che avrebbe voluto. La sua ultima opera importante sono i Requiem Canticles del 1966, una delle sue opere più complesse e drammatiche, che ha assunto il carattere di testamento spirituale del compositore. Dal 1967 in poi la sua salute andò man mano peggiorando e subì diversi ricoveri in clinica. Fu ancora in grado di viaggiare e di dedicarsi a trascrizioni da Il clavicembalo ben temperato e alla strumentazione di due lieder di Hugo Wolf. Nel 1969 si ammalò di una grave forma di bronchite, riacutizzazione della vecchia tubercolosi. Riuscì comunque a intraprendere un ultimo viaggio a Parigi e a Zurigo; trascorse un periodo di cura a Évian e rivide alcuni luoghi dove scrisse i suoi capolavori, come Clarens. Nel 1970, invitato in Italia, annunciò di voler tornare in Europa lasciando la California, facendo prima tappa a New York in attesa di trasferirsi a Parigi. Un edema polmonare lo costringerà però a rimanere a New York in un appartamento della Fifth Avenue, da lui appena acquistato, dove si spegnerà a ottantotto anni nella notte fra il 6 e il 7 aprile 1971 per una crisi cardiaca.
I funerali si svolsero in forma solenne il 15 aprile a Venezia; il feretro venne trasportato in gondola fino alla chiesa dei Santi Giovanni e Paolo, dove fu officiato il rito funebre con il servizio greco ortodosso condotto dell'archimandrita Cherouvim Malissianos. Durante la cerimonia furono eseguiti i Requiem Canticles diretti da Robert Craft e composizioni inedite per organo di Andrea Gabrieli
Per sua espressa richiesta, la sua tomba è vicina a quella del suo collaboratore di vecchia data, Sergej Djagilev, a Venezia nel settore ortodosso del cimitero monumentale dell'isola di San Michele. Secondo Robert Siohan il governo sovietico avrebbe offerto alla famiglia la possibilità di inumare il corpo a Leningrado, ma la moglie del musicista rifiutò la proposta, certa di essere così fedele ai desideri del marito.
La sua vita ha racchiuso buona parte del XX secolo, e anche molti degli stili musicali classico moderni, influenzando altri compositori sia durante che dopo la sua vita. Fu sistemata una stella a suo nome al numero 6340 di Hollywood Boulevard, all'interno della Hollywood Walk of Fame.

## Periodi stilistici
Nella carriera di Stravinskij possono distinguersi a grandi linee tre periodi stilistici.
- Il periodo russo
- Il periodo neoclassico
- Il periodo dodecafonico o seriale

### Il periodo russo

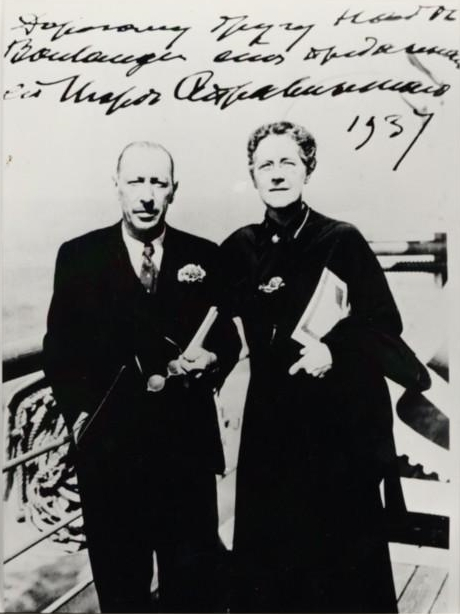
Igor' Stravinskij e Nadia Boulanger nel 1937

Il primo periodo stilistico di Stravinskij prese avvio quando, a vent'anni, conobbe Rimskij-Korsakov diventando suo allievo di composizione. Dopo una tradizionale Sonata per pianoforte e la suite Le faune et la bergère, nella Sinfonia in mi bemolle, dedicata al suo maestro, Stravinskij rivelò, in nuce, sia un'assimilazione del patrimonio musicale con cui era venuto a contatto, sia alcune delle sue caratteristiche che si manifesteranno in maniera folgorante da lì a poco. Nel 1908 con lo Scherzo fantastique, che presenta ancora influenze dell'impressionismo francese, e con lo scintillante Feu d'artifice, la personalità del musicista si fa finalmente strada. Nello stesso anno scrive il Canto funebre per la morte di Rimskij-Korsakov, andato perduto e ritrovato solo nel 2015. Nel 1909 i suoi lavori vengono notati da Djagilev che decide di affidargli la composizione di un balletto sulla fiaba russa de L'uccello di fuoco, per la stagione dei Balletti Russi del 1910. L'uccello di fuoco, presentato a Parigi all'Opéra nel 1910, ebbe un grande successo e rese immediatamente celebre il compositore. I colori scintillanti devono ancora molto al Rimskij-Korsakov de Il gallo d'oro, ma l'abilità nella strumentazione, la frenesia quasi "barbara" della musica, il sapiente uso di combinazioni polifoniche sono tutte caratteristiche dello stile di Stravinskij.
È con il successivo balletto, Petruška del 1911, sempre commissionato da Djagilev, che il compositore trova definitivamente la sua cifra stilistica. Il dinamismo della musica, l'uso marcato del ritmo, che impressionò Debussy, l'utilizzo di temi tratti dal folclore popolare russo, la politonalità ottenuta sovrapponendo due accordi di tonalità diverse, sono solo alcune delle innovazioni fondamentali che Stravinskij introdusse nella sua partitura. Come già L'uccello di fuoco, anche Petruška pone l'attenzione sulla tradizione russa.
Nello stesso anno il compositore scrisse una cantata, Le Roi des étoiles, uno dei suoi lavori più complessi e problematici, di difficile esecuzione che restò per molto tempo misconosciuto. Sarà però con il suo il terzo balletto, Le Sacre du Printemps del 1913, che Stravinskij otterrà una fama universale raggiungendo l'apoteosi del suo "periodo russo". Con Le Sacre infatti il musicista si accosta in maniera decisa alle sue radici russe, prendendo ispirazione da riti e melodie antiche della sua terra. Nel balletto il compositore mette in scena un rito pagano di inizio primavera proprio della Russia antica: una giovinetta veniva scelta per ballare fino allo sfinimento e la sua morte era un sacrificio offerto agli dei per renderli propizi in vista della nuova stagione. Molti i passaggi famosi, ma due degni di particolare nota: le note d'apertura del pezzo, suonate da un fagotto con note all'estremo del suo registro, quasi fuori estensione e l'accordo martellato e ripetuto di otto note eseguito dagli archi e dai corni in controtempo. La "rivoluzione del Sacre" fu veramente una battaglia a teatro, alla prima rappresentazione, e un innovamento totale nella musica. La partitura sorprese e scandalizzò con la sua potenza di suono, il suo ritmo implacabile, per l'allargamento della tonalità che giunge a numerosi passaggi politonali. L'uso innovativo della dissonanza, le invenzioni timbriche, una partitura che procede per blocchi sonori in cui non esiste sviluppo delle melodie, sempre solo espresse e ripetute, hanno fatto de Le Sacre du printemps uno dei punti fermi della musica di ogni tempo.

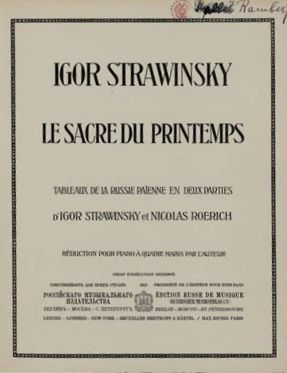
Copertina della versione a quattro mani de Le Sacre du printemps (1913)

Dopo alcune brevi composizioni di carattere vocale, tra cui le Berceuses du chat, Stravinskij nel 1914 terminò l'opera lirica Le rossignol di cui aveva già scritto il primo atto nel 1907; da questo lavoro il musicista ricaverà il poema sinfonico Le chant du rossignol nel 1917. Sempre nel 1914 il compositore iniziò a comporre Les noces che terminerà in forma pianistica nel 1917 e definitiva nel 1923. Il lavoro, definito "scene coreografiche russe con canto e musica", ha per argomento la celebrazione di sposalizi paesani secondo le antiche tradizioni. Con Renard, storia burlesca cantata e rappresentata, nel 1917 Stravinskij inaugura un nuovo tipo di rappresentazione, il teatro da camera, genere che troverà il suo esempio più rappresentativo ne l'Histoire du soldat (1918). L'opera, che è "una storia da leggere, danzare e recitare in due parti", riassume tutte le esperienze accumulate dal musicista fino ad allora, dall'impressionismo alla politonalità, dal cabaret al jazz, genere a cui il compositore si stava interessando proprio in quegli anni. Alcune delle opere del Periodo russo sono state accostate da alcuni al cubismo; sono state trovate analogie proprio tra l'evoluzione del linguaggio di Stravinskij e quello di Picasso, accostando questo periodo del compositore ai periodi rosa e blu del pittore. È comunque difficile stabilire un parallelismo tra i due artisti; in effetti Stravinskij modifica in una qualche maniera l'armonia tradizionale con la politonalità, ugualmente Picasso crea un dislocamento dell'unità di un dipinto con la tecnica cubista, ma l'impatto visivo risulta più forte di quello che può essere l'ascolto di musica che comunque non rompe totalmente con l'armonia tradizionale.
Al contagio jazzistico non sfuggì Stravinskij che aveva manifestato senza riserve la sua attrazione per il ragtime più autentico. L'influsso sul compositore si palesa maggiormente nella sua Histoire du soldat, ancor di più nel suo Ragtime per 11 strumenti e in Piano rag music del 1919: brano - quest'ultimo - che il grande pianista polacco Arthur Rubinstein rifiutò di suonare, anche se scritto e pensato per lui dall'autore, perché troppo percussivo per la propria indole.
Il periodo russo stravinskiano termina con l'opera buffa Mavra composta fra il 1921 e il 1922 tratta da un lavoro di Puškin; secondo le intenzioni del musicista Mavra fu concepita nella scia di una tradizione russo-italiana, preannunciando alcuni elementi del suo accostamento alla musica occidentale.

### Il periodo neoclassico

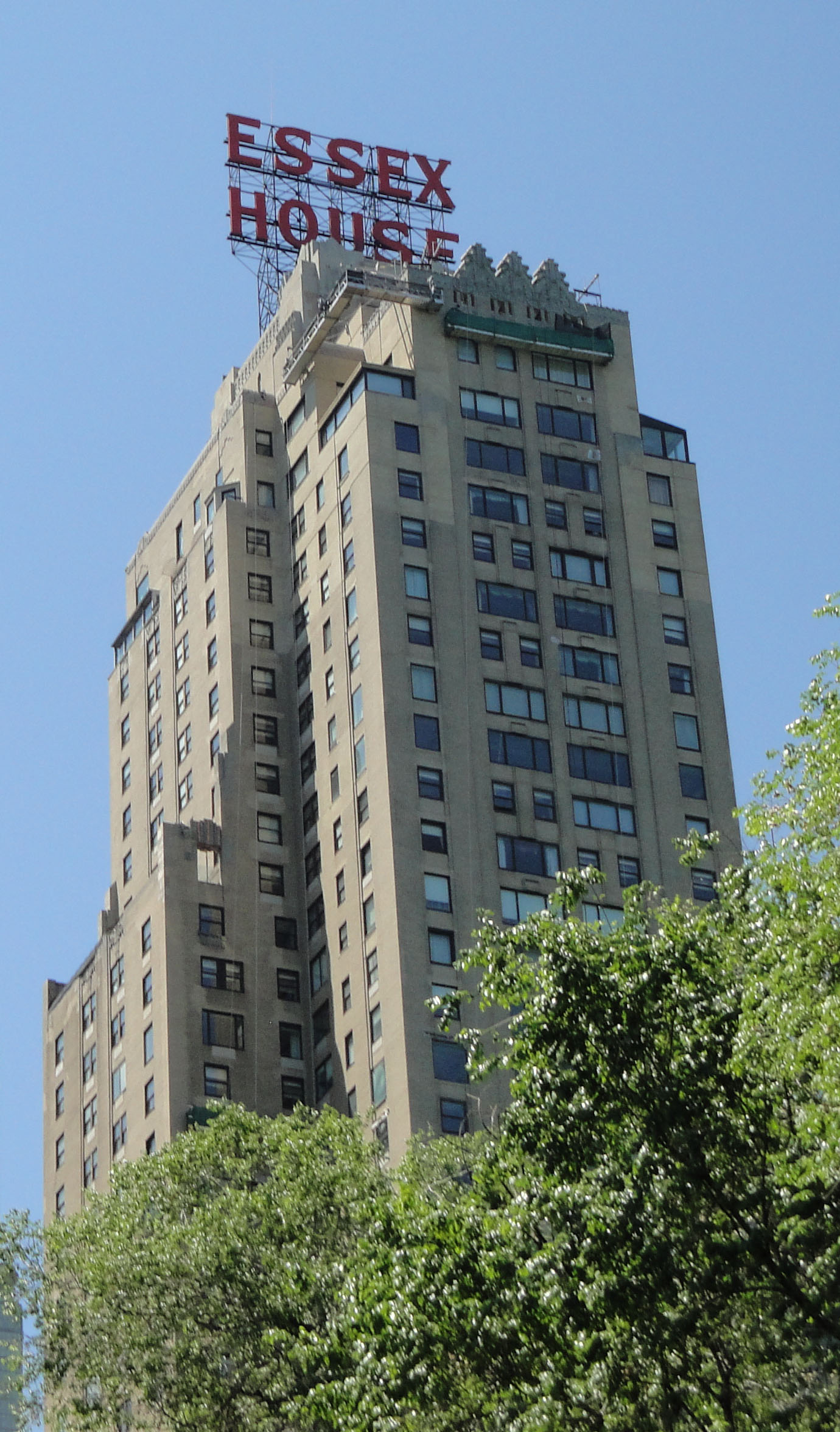
L'Essex House di New York, l'hotel dove Stravinskij trascorse gli ultimi mesi.

La fase successiva dello stile compositivo dell'artista, brevemente sovrapposta alla precedente, è inaugurata dal balletto Pulcinella (1920), su musiche di Giovanni Battista Pergolesi e altre all'epoca a lui attribuite. Quest'opera presenta il tratto distintivo di questo periodo: il ritorno di Stravinskij agli stilemi della musica antica. Come già accaduto immediatamente dopo la realizzazione de La sagra della primavera, in questa nuova fase il musicista non utilizza più le grandi orchestre impiegate per i primi balletti; anche in queste nuove opere, scritte tra il 1920 e il 1951, Stravinskij infatti opta per organici variamente ridotti, tali da conferire a ciascuna composizione una "tinta" caratteristica e unica.
Il Neoclassicismo di Stravinskij non è una rivisitazione del diatonismo come in Paul Hindemith, ma è una contaminatio con il suo stile ritmico e politonale precedentemente affermato. Sarà in questa fase che Stravinskij si opporrà all'atonalismo di Arnold Schönberg, che pure aveva già quasi sfiorato nel 1913 con le Tre poesie della lirica giapponese per voce e strumenti. Erroneamente Stravinskij viene spesso etichettato in maniera totale come neoclassico, ma ciò accade forse perché il periodo neoclassico è stato uno dei più fertili per il compositore.
Dopo Pulcinella Stravinskij utilizzò, nella maggior parte dei suoi lavori, forme musicali largamente note e consuete: sinfonie, concerti, oratori, balletti classici, opera lirica, ma sempre alla sua maniera, senza rifarsi a esse con rigorosità, alludendo, se mai, all'idea che i titoli suggerivano, rendendosi conto che nel XX secolo non sarebbe stato possibile per un musicista replicare esattamente forme del passato. Seguono anche altre composizioni che rievocano atmosfere russe come le Sinfonie di strumenti a fiato (1920), scritte in onore di Debussy e l'Ottetto per strumenti a fiato (1923). Altre opere hanno per protagonista il pianoforte come il Concerto per pianoforte e fiati terminato nel 1924, una Sonata e la Serenata in La del 1925. Tra il 1926 e il 1927 Stravinskij scrisse l'opera-oratorio su testo in latino Oedipus Rex a cui seguì l'anno seguente il balletto Apollon musagète. Quest'ultimo lavoro, basato solo su figure della danza classica, dal Pas d'action al Pas de deux, riprende anche nella metrica il modello alessandrino e nell'argomento la mitologia classica con Apollo e le Muse; l'opera rispecchia la predilezione del musicista, fra tutte le forme musicali del passato, per il balletto classico motivata soprattutto dalla sua aspirazione all'ordine e a un'armonia superiore. Queste motivazioni si ritrovano nel successivo balletto, Le baiser de la fée; l'amore del compositore per Čajkovskij lo porta a ricreare temi e atmosfere in cui la nostalgia del passato è più evidente che in qualsiasi altro lavoro.
Lavori importanti di questo periodo sono tre sinfonie: la Sinfonia di Salmi (1930) per coro e orchestra in cui Stravinskij rivela un aspetto della sua personalità, quello religioso, a cui tornerà più volte negli anni successivi. Il lavoro è particolare, con due pianoforti che fanno da scheletro armonico di sostegno all'orchestra; la Sinfonia in Do (1940) e la Sinfonia in tre movimenti (1945) danno una nota di innovazione al genere classico della sinfonia. Perséphone (1934), melodramma per recitante, tenore, coro e orchestra è un'opera particolare che per certi tratti prosegue il lavoro delineato in Oedipus Rex. Con Jeu de cartes nel 1936 Stravinskij ritorna al balletto e crea un'opera dove le rivisitazioni e le allusioni a musiche altrui sono numerose, dal valzer viennese a Rossini a Čajkovskij. Seguirono numerosi altri lavori, tra cui il Concerto in mi bemolle "Dumbarton Oaks", le Danses concertantes (1941-1942), l'Ebony Concerto (1945). Con il successivo balletto Orpheus (1948) Stravinskij ritorna a motivi di ispirazione dal mondo classico e dai miti greci. Dello stesso anno la Messa, una delle poche opere scritte senza commissione, esprime la profonda spiritualità del compositore.
Il vertice di questo periodo è l'opera La carriera di un libertino (The Rake's Progress) del 1951, melodramma in tre atti messo in scena in prima rappresentazione assoluta al Teatro La Fenice di Venezia dal Teatro alla Scala di Milano con Elisabeth Schwarzkopf e diretto dal compositore. Quest'opera, scritta su un libretto di Auden e Chester Kallman, basata sugli schizzi di Hogarth, racchiude tutto ciò che il compositore aveva perfezionato nei precedenti 30 anni del suo periodo neoclassico. La musica è diretta ma al tempo stesso capricciosa; prende spunto dall'armonia tonale classica che intervalla con sorprendenti dissonanze; contemporaneamente ritorna alle opere e ai temi di Monteverdi, Gluck e Mozart. L'opera, oltre a cavatine e cabalette virtuosistiche e pezzi d'insieme (duetti, terzetti e quartetti), ripropone anche il recitativo secco al clavicembalo. Stravinskij con quest'opera raggiunse in modo assolutamente evidente il ritorno al passato nelle sue forme musicali e difficilmente avrebbe potuto continuare su questa strada; egli stesso ammise, mentre scriveva l'opera, che "il Rake's Progress era una fine" e concluse che la sua rivisitazione del passato non poteva più progredire, avendo raggiunto il "limite consentito", considerazione che lo portò a mutare radicalmente stile, avvicinandosi al serialismo weberniano.

### Il periodo dodecafonico o seriale

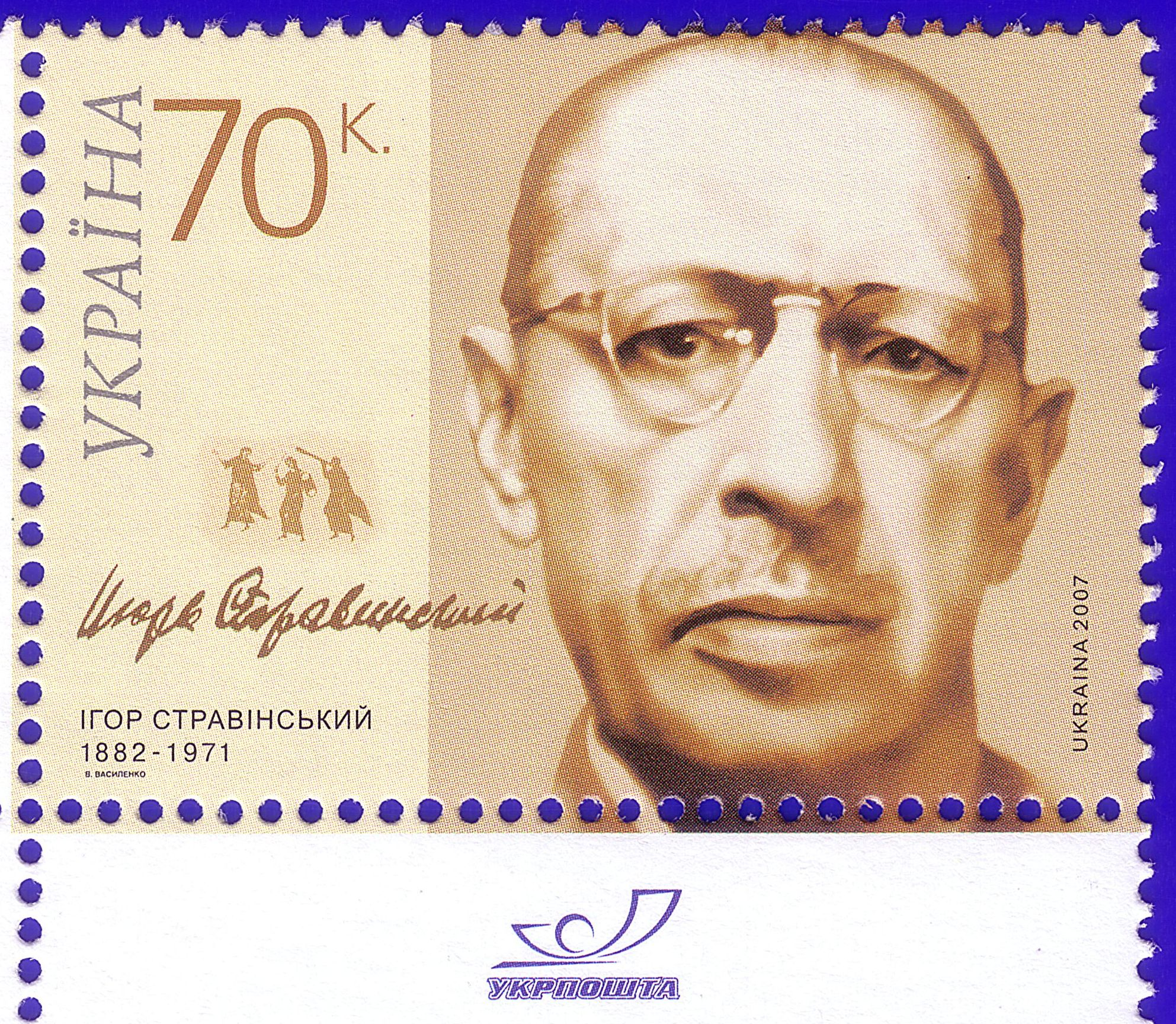
Francobollo ucraino commemorativo di Igor' Stravinskij

Durante tutto il suo periodo neoclassico Stravinskij fu considerato come il portabandiera della tonalità opponendosi in tal modo alla dissoluzione dell'armonia tradizionale attuata dai musicisti della Scuola di Vienna. Molte furono le polemiche che si scatenarono negli anni nel mondo musicale fra i due gruppi di partigiani pro Stravinskij e pro Schönberg, creando un divario difficile da colmare. Proprio per questo la "conversione" di Stravinskij suscitò grande scalpore. Il suo avvicinamento alla musica seriale, e in particolare a Webern, avvenne gradualmente, grazie anche all'influenza e ai consigli di Robert Craft.
Con la Cantata, scritta fra il 1951 e il 1952, il compositore fece il primo passo sulla strada della nuova tecnica pur mantenendo l'uso di una tonalità "allargata". Questo procedimento si accentuò nel Settimino terminato nel 1953. Nello stesso anno scrisse Three Songs from William Shakespeare dove, in ogni canto, attua una vera strutturazione seriale. Con le opere successive, In memoriam Dylan Thomas (1954) per tenore, archi e quattro tromboni, e Canticum Sacrum (1955) per tenore, baritono, coro e orchestra, proseguì sulla via intrapresa, come se stesse sperimentando e perfezionando il sistema, senza abbandonare, tuttavia, l'armonia tradizionale. Sempre del 1955 è Greeting Prelude scritta per gli 80 anni di Pierre Monteux. Un'importante opera di transizione in questo periodo fu un ritorno al balletto: Agon, per dodici ballerini, composto tra il 1953 e il 1957 in cui richiami modali legano questo lavoro a musiche del passato. Agon è in un certo qual modo un compendio dell'arte di Stravinskij, contiene infatti molti spunti che si ritrovano in gran parte dell'arco della sua attività compositiva: svolazzi ritmici e sperimentazioni, armonia ingegnosa e orchestrazione decisa e raffinata. Queste caratteristiche sono quelle che distinguono la produzione di Stravinskij dalle opere di compositori seriali a lui contemporanei.
Fu con Threni, id est Lamentationes Jeremiae Prophetae per soli, coro misto e orchestra, che Stravinskij realizzò il primo lavoro interamente dodecafonico. Altre opere importanti del periodo sono Monumentum pro Gesualdo da Venosa ad CD Annum (1960) e la cantata A Sermon, a Narrative and a Prayer del 1961; il musicista scrisse anche una trascrizione del corale di Johann Sebastian Bach Von Himmel Hoch. Con i Movimenti per pianoforte e orchestra Stravinskij creò una delle sue composizioni più complesse che si può considerare un vero e proprio omaggio all'opera di Anton Webern. The Flood (1962) è il primo lavoro scritto da Stravinskij per la televisione ed è un'opera complessa che comprende musica, canto, danza e recitazione e dove l'elemento seriale dialoga con musica più tradizionale.
Dopo Anthem per coro a cappella (1962) e l'Introitus del
1965, il musicista scrisse, fra il 1965 e il 1966, la sua ultima opera importante, i Requiem Canticles per contralto, basso, coro e orchestra. L'opera, tratta parzialmente dalla Missa pro Defunctis, presenta un contrappunto rigorosissimo e urti di strutture armoniche; con essa Stravinskij recupera richiami tonali ed elementi arcaici in una musica altamente drammatica che testimonia la sua fede profonda.
Questo periodo compositivo di Stravinskij fu un importante punto di svolta, considerando che era stato un oppositore della scuola schönberghiana, egli ora vedeva nell'utilizzo di questa tecnica un formale e rigoroso recupero delle antiche forme contrappuntistiche rinascimentali, particolarmente fiamminghe, a cui il serialismo è legato e che lo aveva portato a comporre il Monumentum pro Gesualdo. Stravinskij si accostò alla musica seriale quando questa ormai era acquisita nell'ambito musicale, era praticamente già "storica"; questa sua fase si può quindi vedere quasi come un neoclassicismo indiretto.

## Stile e poetica

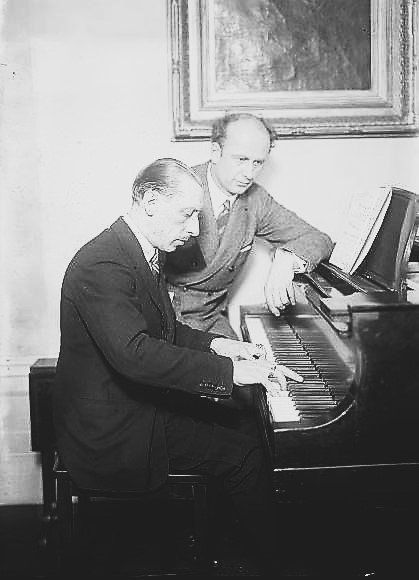
Stravinskij al pianoforte insieme a Wilhelm Furtwängler.

La produzione di Stravinskij è quanto mai eterogenea. Egli impiegò stili diversi e si cimentò in tutti i generi musicali. Reinventò la forma del balletto e incorporò nel suo linguaggio musicale culture e tradizioni tra loro lontane, nel tempo e nello spazio. La consueta suddivisione in periodi della sua produzione musicale va però presa con molta cautela poiché rischia di creare poca chiarezza sulla totalità della sua creazione artistica. Stravinskij resta sempre Stravinskij; nell'arco della sua lunga vita musicale, nella sua costante ricerca e propensione al rinnovamento, egli rimane sempre fedele a se stesso e il suo stile è inconfondibile.
Esaurito il primo periodo di ispirazione russa Stravinskij torna ad avvalersi di cornici formali in una serie di opere cosiddette neoclassiche per giungere infine ad aderire al serialismo. Ogni nuovo passaggio è frutto in Stravinskij di una complessa assimilazione creativa di momenti della storia musicale ormai passata; anche l'adesione così discussa alla dodecafonia è frutto della presa di coscienza della "storicizzazione" della stessa; diventando un elemento del passato il compositore attinge e ricrea da esso secondo il suo personalissimo metro. L'atteggiamento possessivo di Stravinskij rispetto alla storia musicale a lui precedente è una costante nella sua produzione. Appropriandosi della musica di altri tempi e di altri autori egli fa suo un intero mondo spirituale e culturale. La sua opera è dunque un atto di cultura, cultura ricca e raffinata che esige un grande impegno, vale a dire la fedeltà a una regola, a un principio che riflette la grande sete di ordine e disciplina, elementi fondamentali per comprendere l'unità della sua opera.
Il linguaggio musicale di Stravinskij è, a partire dalle prime opere fino alle ultime seriali, estremamente chiaro, diretto, preciso. Il suo è un linguaggio franco, che non vuol dire nulla di più di quello che dice, sempre logico e necessario in tutte le sue componenti. La linea melodica è chiara e spoglia nell'intenzionalità di ogni lavoro; l'utilizzo del motivo musicale, che usa una distinta frase musicale alterata successivamente e sviluppata lungo un brano e che ha le sue radici nelle sonate dell'era di Mozart, è unico nella musica di Stravinskij; per esempio ne La sagra della primavera introduce variazioni "additive" che aggiungono o sottraggono una nota a un motivo; anche se per la maggior parte le linee melodiche rimangono invariate, a cambiare sono invece i rapporti di armonia, ritmo e strumentazione.
Caratteristica fondamentale dello stile stravinskiano è il ritmo. Anche se spesso apparentemente diverso in opere successive l'elemento ritmico è il vero filo conduttore di tutta la sua opera. Se ne La sagra il ritmo è di una ricchezza e vitalità senza precedenti, nelle altre opere è sempre riconoscibilissimo, è, in un certo senso, "personalizzato". Anche il suo uso massiccio dell'ostinato caratterizza moltissime sue opere; celebre è il passaggio ne La sagra, nella sezione Gli auguri primaverili, formato da un ostinato di 8 note da parte degli archi accentato da 8 corni. Questo è forse il primo caso in musica di un ostinato "allargato" che non viene usato né per variazione né per accompagnamento della melodia.
Stravinskij si è sempre mostrato indipendente da ogni influenza di scuole o di correnti; è sempre riuscito a essere soltanto se stesso. Il suo nutrirsi di stili, epoche e autori diversi non ha intaccato minimamente la sua personalità che è senza dubbio singolare per la sua austerità, per le sue scelte rigorose, per la sua profonda spiritualità. Stravinskij è uno degli artisti del suo secolo la cui etica governa più inflessibilmente l'estetica; la sua però non vuol essere solo una norma di comportamento, ma un atteggiamento che coinvolge l'uomo nella sua interezza e che lo obbliga a una estrema lucidità in tutte le sue scelte.
L'atteggiamento che Stravinskij ha di fronte alla musica è puramente compositivo; egli è estremamene diffidente nei confronti di termini quali "ispirazione", "arte", "artista", termini per lui in netto contrasto con un ambito dove esiste solo l'equilibrio e il calcolo. Il processo creativo per Stravinskij non nasce dall'ispirazione, ma è una vera "funzione" che deve essere coltivata sistematicamente cercando di sviluppare quelle che sono le facoltà creatrici con uno sforzo quotidiano: "il lavoro arreca l'ispirazione". Di qui nasce di conseguenza una reazione nei confronti del romanticismo e dei suoi eccessi quali il sentimentalismo, l'abbandono languido e le effusioni patetiche.
Per Stravinskij il musicista è essenzialmente un artigiano che lavora la sua materia sonora e che la domina per poi metterla in un certo ordine. Nasce da questa concezione la sua ammirazione per i "vecchi" artigiani della musica: Bach, Händel, Haydn e Beethoven.
Lo Stravinskij antiromantico e antisentimentale non poteva che essere anche antiwagneriano; per lui, essendo l'ordine e la disciplina alla base della composizione, la musica di Wagner "è più musica di improvvisazione che di costruzione" e rivela per di più una costante ampollosità. La melodia infinita è mancanza di ordine ed è "un oltraggio alla dignità e alla funzione stessa della melodia". Inoltre il leitmotiv affida a un tema un'identificazione con un sentimento o con un personaggio imponendole un fine che non le è consono. Per Stravinskij la vera musica è pura musica; egli scrive infatti: "Io considero la musica, a cagione della sua essenza, impotente a esprimere alcunché: un sentimento, un'attitudine, uno stato psicologico, un fenomeno naturale ecc. L'espressione non è mai stata la proprietà immanente della musica".

## Religione
Per uno spirito profondamente religioso come fu quello di Stravinskij, l'idea di un'arte che voleva farsi religione secondo i parametri wagneriani poteva esser vista come un sacrilegio. Dopo aver assistito al Parsifal nel 1912, Stravinskij era insorto contro quella che definì "una scimmiottatura incosciente di un rito sacro" La platealità di questa rappresentazione, voluta come un servizio ammantato di sacralità, contrastava totalmente con la concezione di Stravinskij di una religione che andava vissuta in forma strettamente privata. La spiritualità in lui rimase infatti sempre una questione riguardante la sua intimità, confinata nel profondo del suo animo e non volle mai esteriorizzarla nemmeno nelle opere di carattere religioso da lui scritte.
La parte riguardante la religiosità in Stravinskij, nella sua vita come nelle opere, è fondamentale per comprenderne la personalità e la visione artistica. Il compositore aveva lasciato la Chiesa ortodossa ancora adolescente per poi riavvicinarvisi nel 1926 quando scrisse il Pater Noster, più per un impulso interiore che per una scelta ragionata. Ciò che lo spinse di fatto a rientrare nella Chiesa russa e non ad avvicinarsi a quella cattolica fu soprattutto il fattore linguistico, essendo egli stato abituato fin da bambino a pregare in lingua russa; egli non voleva inoltre troncare un ulteriore legame con la sua terra.
Da allora il musicista mantenne sempre un forte vincolo con la religione; i tempi in cui viveva erano da lui visti come di grande confusione, di laicità trionfante e provava grande preoccupazione per il degrado spirituale. Negli anni della maturità Stravinskij andò sempre più avvicinandosi alla Chiesa cattolica. Nel 1948 scrisse la sua Messa senza alcuna commissione, solo per sua necessità spirituale, sperando anche che fosse eseguita durante le funzioni..
Parlando della Chiesa come istituzione musicale in declino il musicista disse: "Quanto siamo più poveri senza i sacri servizi musicali, senza le Messe, le Passioni, le cantate domenicali dei protestanti, i mottetti e i concerti sacri, i vespri e tanti altri. Non sono forme puramente estinte, ma parti dello spirito musicale in disuso. La Chiesa sapeva ciò che sapeva il salmista: la musica loda Dio. La musica è altrettanto adatta a lodarlo, o più ancora, di quanto lo sia lo stesso edificio della Chiesa e tutte le sue decorazioni; è il più grande ornamento della Chiesa. Gloria, gloria, gloria… questa particolare "gloria" non esiste nella musica profana."
Gli ultimi anni della produzione del musicista comprendono quasi esclusivamente opere di carattere religioso o in memoria di amici scomparsi come l'Introitus per T.S. Eliot a cui era legato da amicizia e dallo stesso percorso da religioni differenti verso la Chiesa cattolica.

## Citazioni e rivisitazioni
Stravinskij usò la tecnica, oggigiorno molto attuale, che possiamo considerare addirittura postmoderna, della citazione musicale diretta e dell'imitazione già nel 1920 nel balletto Pulcinella. Basandosi sulla musica di Pergolesi, Gallo e altri, alcune volte riproducendola direttamente e altre semplicemente reinventandola, creò un'opera nuova e "fresca". Usò la stessa tecnica nel balletto Il bacio della fata del 1928. Qui è la musica di Čajkovskij, nello specifico alcuni brani non orchestrali, che Stravinskij utilizza citandoli o rivisitandoli unitamente ad altri suoi originali ispirati allo stile del compositore che ammirava. Questo "prestito" compositivo sarà molto in voga negli anni sessanta, come nella Sinfonia di Luciano Berio. Nel balletto Jeu de cartes del 1936 riutilizzò materiale musicale del passato, spesso deformandolo, riprendendo brani di Čajkovskij, di Johann Strauss e citando il tema della sinfonia del Barbiere di Siviglia rossiniano. Ne il Monumentum pro Gesualdo da Venosa ad CD Ammum del 1960 il musicista operò una vera "ricomposizione" di madrigali dell'autore italiano, rinnovandone la sostanza musicale.

## L'impiego del materiale popolare
Ci furono altri compositori nella prima metà del XX secolo che presero in prestito la musica tradizionale della loro patria d'origine, usando questi temi nelle loro opere. Esempi degni di nota sono Béla Bartók e Zoltán Kodály. Già in Le Sacre du Printemps Stravinskij riutilizza temi popolari, in gran parte derivati da una sua memoria inconscia risalente al periodo giovanile passato in Russia; a detta del musicista solo il primo tema, esposto dal fagotto, è derivato da un'antica melodia lituana. Altri temi vengono spogliati fino ai loro elementi più basilari, sola melodia, spesso Stravinskij li contorce e modifica oltre ogni possibile riconoscimento. Lo fa così magistralmente, in effetti, che solo con studi recenti il musicologo Richard Taruskin pensa di aver ricostruito il materiale originale dell'ispirazione di qualche brano di Le Sacre, anche se molti sfuggono all'indagine tanto sono modificati e assimilati dal compositore al proprio personale linguaggio.

## Innovazioni orchestrali
Il periodo tra la fine del XIX secolo e l'inizio del XX secolo fu un tempo straripante di innovazioni orchestrali. Compositori come Anton Bruckner e Gustav Mahler erano ben considerati per le loro abilità nel comporre per questo mezzo. A loro volta, vennero influenzati dall'espansione dell'orchestra tradizionale classica di Richard Wagner che promuoveva un uso di grandi masse di strumenti, spesso di tipo inusuale.
Stravinskij continuò questa tendenza propria della musica romantica di scrivere per orchestre enormi, solo nei suoi primi balletti; ma dopo La sagra della primavera cambiò completamente impostazione allontanandosi da grandi compagini orchestrali per realizzare composizioni per un numero limitato di strumenti; su questa via iniziò a innovare con l'introduzione di combinazioni insolite di elementi strumentali. Ad esempio, ne L'Histoire du Soldat egli usa clarinetto, fagotto, trombone (basso e tenore), tromba, violino, contrabbasso e percussioni, un insieme alquanto sorprendente per quel periodo (1918).
Tutto ciò diverrà praticamente uno stereotipo nella musica del dopoguerra. Un'altra particolarità degna di nota nella musica di Stravinskij è la grande attenzione data al timbro degli strumenti, in particolare ai fiati, spesso protagonisti di sue composizioni; da notare lo sfruttamento dei suoni estremi raggiungibili dagli strumenti musicali, il passaggio più famoso in questo campo è l'inizio de Le Sacre du Printemps, dove il compositore utilizza il fagotto nelle insolite note sovracute dal grande potere espressivo.
Si deve anche notare che compositori come Anton Webern, Alban Berg e Schönberg avevano già esplorato alcune di queste tecniche orchestrali e musicali all'inizio del XX secolo, anche se la loro influenza sulle generazioni successive di musicisti fu eguagliata, se non superata, da quella di Stravinskij.

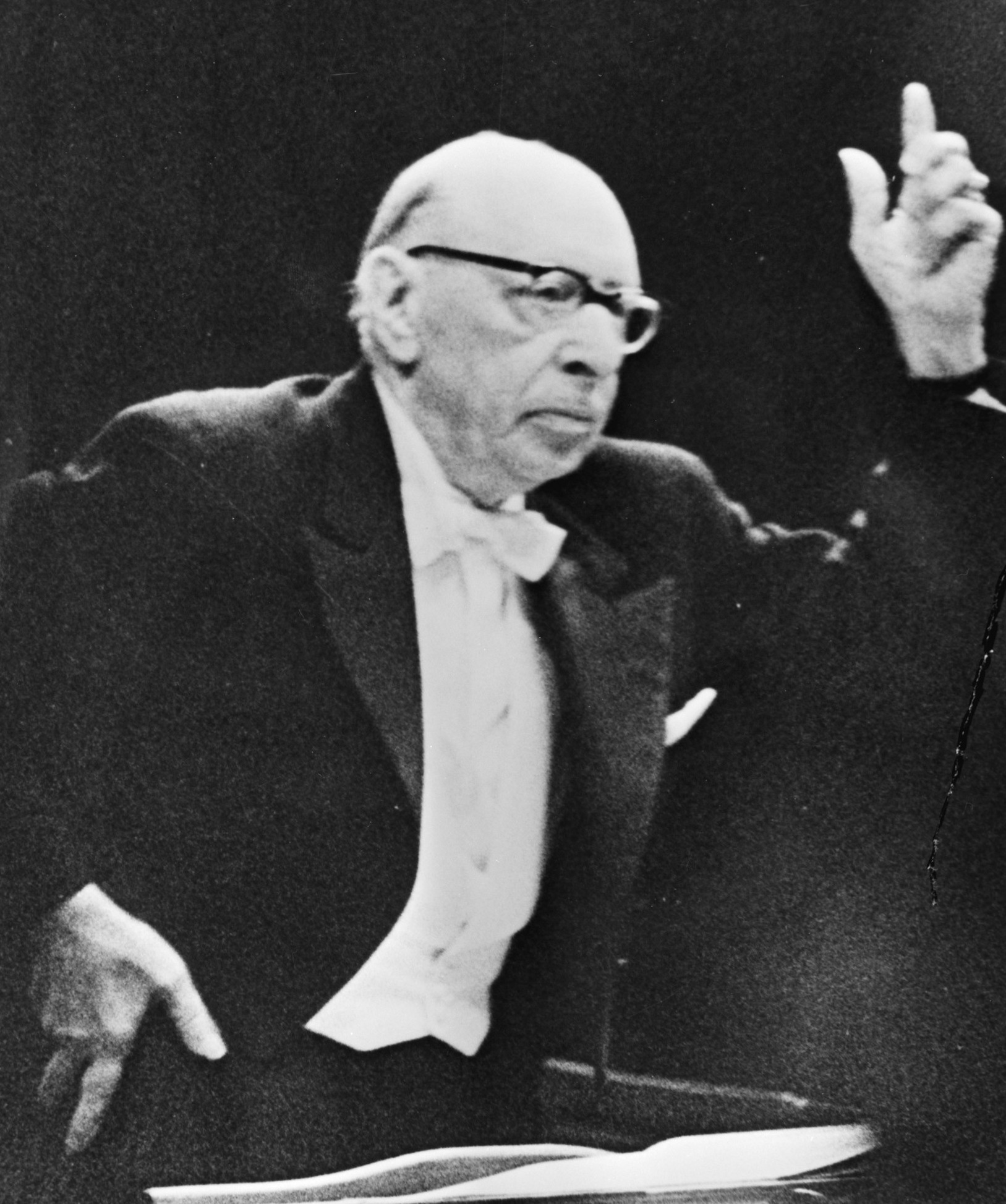
Igor' Stravinskij nel 1965

## Gli scritti
Stravinskij pubblicò sia le sue memorie dall'infanzia al 1935 in Chroniques de ma vie, dove viene registrata una descrizione della sua vita, del suo percorso stilistico, creativo ed ideologico, sia le sintesi delle lezioni che tenne alla Harvard University in Poétique musicale del 1942 in cui l'autore affronta la genesi di un'opera musicale dissertando anche sull'evoluzione della musica russa e sui problemi dell'esecuzione. Esistono inoltre alcuni brevi scritti, databili fra il 1921 e il 1940, che Stravinskij non pubblicò, ma che sono stati ritrovati, raccolti e pubblicati da Eric Walter White nel suo testo sul compositore, Strawinsky the composer and his works, in una appendice dal titolo Various writings reprinted.
Robert Craft raccolse e pubblicò sei volumi di interviste con il compositore: Conversations with Igor Stravinsky (1959), Memories and Commentaries (1960), Expositions and Developments (1962), Dialogues and a Diary (1963), Themes and Episodes (1967) e Retrospectives and Conclusions (1969); i primi tre sono stati pubblicati in italiano da Einaudi col titolo Colloqui con Stravinsky (1977). A questi volumi di interviste va aggiunto quello pubblicato dopo la morte del compositore, Themes and Conclusions (1972).

## La critica
Per circa sessant'anni l'attività compositiva di Stravinskij è stata al centro delle influenze sulle preferenze e i gusti musicali del XX secolo. Tutto il suo percorso creativo è stato oggetto di disparate critiche, accentuatesi sempre a ogni mutamento di periodo compositivo, dagli esordi dirompenti al neoclassicismo al serialismo. Ha scritto Casella: «Si può (scherzando) dire che pochi musicisti hanno dato tanto filo da torcere alla critica universale quanto Strawinski»
Fin dalla prima opera importante, L'uccello di fuoco, la critica si accorse dell'arrivo nell'ambito musicale di un nuovo e straordinario compositore. Alfred Bruneau così scrisse l'indomani della prima: "infine ecco un'opera assolutamente bella, interamente nuova e altamente significativa". Dopo la prima de La sagra della primavera, opera che rivoluzionò il mondo musicale, la critica e le opinioni si scatenarono. Vi furono pareri decisamente denigratori, come quello del critico del Musical Times: "La musica di Le Sacre du Printemps oltrepassa ogni descrizione verbale. Dire che è un suono orrendo è un eufemismo. Vi si può certamente riconoscere un ritmo incitante. Ma in pratica non ha nessuna relazione con la musica come la maggior parte di noi la considera"; e ancora, nell'ottobre 1923, dieci anni più tardi: "Tutti i segni indicano una forte reazione contro l'incubo del rumore e dell'eccentricità che era tra i lasciti della guerra...Cosa ne è stato delle opere che formavano il programma del concerto di Stravinskij che ha creato tale agitazione, solo qualche anno fa? Praticamente la totalità sono già archiviate, e lì rimarranno fino a quando qualche nevrotico sfinito e spossato sentirà nuovamente il desiderio di mangiare cenere e riempirsi lo stomaco con un vento orientale" Il critico musicale de Le Figaro definì la musica della Sagra "una puerile barbarie". Dall'altro lato innumerevoli furono i pareri entusiasti, in particolare da parte di compositori e scrittori come Debussy, Ravel, Casella, Malipiero, Cocteau, D'Annunzio. Gaston de Pawlowski rimarcò la stupidità del bel mondo parigino nel boicottare un'opera assolutamente nuova e ardita.
Anche con le opere successive la critica non mancò di schierarsi contro o a favore del compositore, spesso sconcertata dai cambiamenti stilistici. Constant Lambert descrisse realizzazioni come L'Histoire du Soldat come contenenti "essenzialmente astrazione a sangue freddo". Inoltre, i "frammenti melodici (nella stessa opera) sono loro stessi senza alcun significato. Sono puramente successioni di note che possono essere divise in modo conveniente in gruppi di 3, 5 o 7 e sistemate contro altri gruppi matematici", e la cadenza per l'assolo di percussioni è "purezza musicale...raggiunta attraverso una specie di castrazione musicale".
A partire dal 1920 con Pulcinella la svolta neoclassica di Stravinskij creò non pochi problemi agli intenti critici di molti studiosi. Occorsero diversi anni perché l'opinione musicale si rendesse conto che i cambiamenti di stile del compositore altro non erano che diversi aspetti di un'unica personalità capace sempre di reinventarsi.
Le critiche più feroci all'arte del compositore vennero da Theodor W. Adorno che nel suo libro Filosofia della musica moderna lo accusò di essere l'incarnazione di ogni aspetto regressivo del mondo moderno; contrappose drasticamente Stravinskij a Schönberg avvicinando il primo alla "restaurazione" e il secondo al "progresso". Adorno con grande acrimonia definì Stravinskij un acrobata, un funzionario statale, un manichino da sarta, psicotico, infantile, fascista, e devoto solo al denaro. Parte degli errori del compositore, nell'opinione di Adorno, era il suo neoclassicismo, ma più importante era "lo pseudomorfismo della pittura" della sua musica, che riproduceva il tempo spazio piuttosto che il tempo durata di Henri Bergson. "Un inganno caratterizza tutti gli sforzi formali di Stravinskij: il tentativo della sua musica di ritrarre il tempo come in un dipinto di circo e di presentare i complessi temporali come fossero spaziali. Questo inganno, comunque, presto si esaurisce". Per Adorno Stravinskij rappresentava un "oggettivismo" antipsicologico e neoclassico che ignorava l'alienazione e le contraddizioni della società moderna e ritornava alle forme tonali preborghesi come la danza. A differenza dei romantici, che usavano il passato come negazione del presente, gli "oggettivisti" appartenevano ai promotori della cultura völkisch, che adattavano adialetticamente vecchie forme ad esigenze attuali. Adorno si spinge fino al punto di suggerire che l'oggettivismo era, in un certo senso, il corrispondente del fascismo.
In seguito musicologi e critici hanno reagito alle opinioni di Adorno. Massimo Mila ha affermato che l'antitesi manichea di Adorno fra Stravinskij e Schönberg oggi non ha più nessun credito. Il compositore Paolo Castaldi, pur affermando che la contrapposizione di Adorno deve essere mantenuta, sostiene che è essenziale che essa venga attraversata e totalmente rovesciata. Musicisti di epoca più recente quali Pierre Boulez o Luciano Berio non hanno smentito certo quanto devono compositivamente a Stravinskij, soprattutto Boulez ha affermato che le partiture del compositore russo erano state le sue guide più costanti
In anni recenti, Mario Baroni ha rivalutato la poetica stravinskijana attribuendole un fondo di pessimismo, il pessimismo «di un grande artista che celebra la sua sfiducia nelle funzioni della sua arte e lo dichiara a un pubblico che era ancora così ingenuo da credere a quelle romantiche fandonie». Sostanzialmente, al di là delle intenzioni stesse del musicista, la musica di Stravinskij costituisce uno sberleffo e una rottura quasi perfida del quadro culturale borghese del primo Novecento.
Come scrive Massimo Mila, "finché esisteranno uomini per i quali siano valori positivi l'ironia, l'understatement, l'intelligenza, l'economia dei mezzi, l'asciutta esattezza delle formulazioni, la sobrietà del dire e la precisione dei contorni, l'arte di Stravinskij splenderà altissima sull'orizzonte".

## Composizioni
L'attività compositiva di Igor' Stravinskij abbraccia un arco di vita di settant'anni. La sua opera multiforme ha toccato tutti gli stili e le formazioni strumentali e vocali.
Il genere da lui prediletto è stato il balletto; dei dodici da lui scritti, pur non avendone composto nessuno così ampio da occupare una serata intera, sono stati proprio i primi tre a farlo conoscere e a renderlo famoso: L'uccello di fuoco, Petruška e La sagra della primavera. Con i successivi lavori (Renard e Les noces) ha creato spettacoli particolari in cui utilizza anche le voci e compagini strumentali insolite. Nel periodo neoclassico ha realizzato Pulcinella, balletto con canto, Le baiser de la fée e Jeu de cartes, quindi i balletti di ispirazione greca Apollon musagète e Orpheus. Scènes de ballet e Agon sono realizzazioni astratte, prive di argomento, spesso eseguite in concerto senza coreografia.
Opere teatrali. Le uniche due vere opere liriche di Stravinskij possono essere considerate Le rossignol e The rake's progress. Histoire du soldat è una composizione particolare, letta, recitata e danzata; Mavra è un'opera buffa in un atto, mentre Oedipus rex è un'opera-oratorio che può essere anche eseguita in sede di concerto. Lavoro a sé stante è Perséphone, comprendente musica, canto, danza e recitazione, come pure The Flood, scritto per la televisione nel 1962.
Composizioni per orchestra. Il primo lavoro di una certa struttura di Stravinskij, che risale al 1907, è una Sinfonia (in Mi bemolle maggiore); le due composizioni seguenti lo posero all'attenzione del mondo musicale: lo Scherzo fantastique e Feu d'artifice. Seguirono il Canto funebre in memoria del maestro Rimskij-Korsakov e il poema sinfonico Le chant du rossignol tratto dall'opera. Le Sinfonie di strumenti a fiato, in memoria dell'amico Claude Debussy, hanno un organico ridotto, senza archi. Seguirono il Concerto in mi bemolle "Dumbarton Oaks", la Sinfonia in Do e le Danses concertantes. Lavori importanti sono ancora la Sinfonia in tre movimenti e il Concerto in Re per archi.
Composizioni per strumento solista e orchestra. L'elemento concertante è spesso presente in tutta la storia compositiva di Stravinskij, dalla musica da camera a quella sinfonica o per pianoforte. I concerti con solista veri e propri sono però soltanto cinque: il Concerto per pianoforte e fiati, il Capriccio per pianoforte e orchestra, il Concerto per violino in Re, Ebony Concerto scritto per clarinetto e jazz band e i Movimenti per pianoforte e orchestra.
Musica da camera. Le formazioni cameristiche utilizzate da Stravinskij sono molto varie, dai Tre pezzi per clarinetto solo al Concertino per dodici strumenti. Anche il Dumbarton Oaks è a metà strada fra l'orchestra e una formazione da camera allargata. Le composizioni vanno dal Ragtime per undici strumenti, al Concertino per quartetto d'archi, all'Ottetto, al Preludium per ensemble jazz, al Settimino, a Epitaphium per flauto, clarinetto e arpa al Monumentum pro Gesualdo da Venosa.
Composizioni per pianoforte. Stravinskij predilesse sempre scrivere le sue partiture al pianoforte e a questo strumento ha dedicato un numero considerevole di brani. Il suo primissimo lavoro è infatti una Tarantella per pianoforte scritta nel 1898. Seguirono numerose composizioni, dai Tre pezzi facili per pianoforte a quattro mani, al Piano rag music, alla Sonata, alla Serenata in La, al Concerto per due pianoforti soli, alla Sonata per due pianoforti. Molte furono inoltre le trascrizioni e riduzioni, anche da sue composizioni, realizzate per questo strumento, da ricordare in particolare i Trois mouvements de Petruška.
Musica corale. La religiosità di Stravinskij si ritrova in molte sue composizioni che coinvolgono i complessi corali. La più nota è la Sinfonia di salmi per coro e orchestra. Il Pater noster, l'Ave Maria e il Credo sono per coro a cappella. Babel è una cantata per coro maschile e orchestra, mentre la Messa è per coro e strumenti a fiato. Canticum sacrum, Introitus e Requiem canticles fanno parte del periodo seriale dell'autore. Altre composizioni corali di argomento profano sono la Cantata e Anthem.
Composizioni per voce e strumenti.
Nel suo periodo "russo" Stravinskij scrisse diverse composizioni per voce e pianoforte di cui le più note sono Le faune et la bergère e Due poesie di Konstantin Bal'mont; per voce e orchestra da camera compose le Tre poesie della lirica giapponese e Pribautki. In seguito, durante il periodo "seriale", scrisse Three Songs from William Shakespeare per mezzosoprano, flauto, clarinetto e viola, In memoriam Dylan Thomas, Abramo e Isacco e Elegy for J.F.K..
Arrangiamenti e trascrizioni
Ai suoi esordi con i Balletti russi Stravinskij realizzò un'orchestrazione di due brani di Chopin per il balletto Les Sylphides. Arrangiò in seguito sia l'inno francese, la Marseillaise, sia quello americano The Star-Spangled Banner. Verso la fine della sua vita si dedicò a trascrivere due canti sacri di Hugo Wolf e, negli ultimi mesi, quattro preludi e fughe da Il clavicembalo ben temperato di Bach, lavoro che non riuscì a completare.

## Scritti
- Chroniques de ma vie, Edition Danoel 1935 trad. italiana di Alberto Mantelli, Feltrinelli, Milano, 1979
- Poétique musicale sous forme de six leçons, Cambridge, Mass. 1942 trad. italiana di Lino Curci, Edizioni Curci, Milano, 1954.

## Discografia parziale come direttore
- Stravinsky, Stravinsky Conducts Le Sacre Du Printemps/Petroushka - Columbia Symphony Orchestra, 1960 Columbia Masterworks – Grammy Award al miglior album di musica classica 1962 e Grammy Hall of Fame Award 2000 per Petroushka
- Stravinsky, Violin Concerto In D Major - Stravinsky/Stern/Columbia Symphony Orchestra, 1962 CBS – Miglior interpretazione solista di musica classica con orchestra (Grammy) 1963
- Igor Stravinsky, Stravinsky Conducts Stravinsky: The Firebird - Columbia Symphony Orchestra - 1962 Columbia/CBS - Grammy Award for Best Orchestral Performance 1963
- Igor Stravinsky and the Columbia Symphony Orchestra - Stravinsky Conducts Firebird Suite/Petrushka Suite - 1967 Columbia/CBS - Grammy Award for Best Orchestral Performance 1968

## Riconoscimenti
Nel 1953 gli è stato conferito il Premio Internazionale Feltrinelli dall'Accademia dei Lincei.
È stato dato il suo nome a un asteroide scoperto nel 1989, 4382 Stravinsky.

## Particolarità
- Per tracciare il pentagramma Stravinskij utilizzava un particolare strumento a rotelle di sua invenzione[71]
- Fu un appassionato giocatore di carte, in particolare di poker a cui fa riferimento nel balletto Jeu de cartes; dopo pranzo si dilettava con lo Xiangqi, scacchi cinesi,[72] passatempo a cui si dedicava regolarmente, anche durante i suoi viaggi.[73]